# Arctogeron gramineum
 Arctogeron gramineum    (L.) DC., 1836 è una specie di piante angiosperme dicotiledoni della famiglia delle Asteraceae, sottofamiglia Asteroideae, tribù Astereae (Aster lineage) e sottotribù Asterinae.  Arctogeron gramineum  è anche l'unica specie del genere  Arctogeron  DC., 1836.

## Etimologia
Il nome generico (Arctogeron) è un nome composto da due parole greche: "arktos", che significa "orso", e "geron", che significa "vecchio". Il nome è stato scelto in riferimento alla peluria bianca che ricopre i capolini delle piante di questo genere, che ricorda la pelliccia di un orso.  L'epiteto specifico ( gramineum) indica una certa somiglianza con l'erba.
Il nome scientifico della specie è stato definito dai botanici Carl Linnaeus (1707-1778) e Augustin Pyramus de Candolle (1778-1841) nella pubblicazione " Prodromus Systematis Naturalis Regni Vegetabilis ... (DC.)" ( Prodr. [A. P. de Candolle] 5: 261) del 1836. Il nome scientifico del genere è stato definito nella stessa pubblicazione.

## Descrizione
Portamento. La specie di questa voce ha un habitus di tipo erbaceo perenne cespitoso. Molte parti di questa pianta sono ricoperte da una peluria bianca.
Fusto. La parte aerea in genere è eretta (flessuosa), semplice o ramosa. La parte basale è legnosa. La base dei vecchi fusti è ricoperta da foglie marcescenti.
Foglie. Le foglie in genere sono disposte in modo alternato, picciolate o sessili. La lamina è semplice e strettamente lineare. Si distinguono in basali (le foglie giovani formano delle rosette apicali) e in cauline (in genere di minori dimensioni). Sulla superficie (aracnoideo-pubescente) possono essere presenti dei punti ghiandolari. La consistenza è quasi sericea. Dimensione delle foglie: lunghezza 1 - 10 cm; larghezza 0,4 - 0,6 mm.
Infiorescenza. Le sinflorescenze sono scapose (2 - 5 capolini solitari). Le infiorescenze vere e proprie sono composte da un capolino terminale peduncolato di tipo radiato con fiori eterogami. I capolini sono formati da un involucro, con forme campanulate, composto da diverse brattee, al cui interno un ricettacolo fa da base ai fiori di due tipi: fiori del raggio e fiori del disco. Le brattee, un poco scalate, sono disposte in modo più o meno embricato su 3 serie; la forma è lanceolata (carenata) con apici acuminati; sono verdi e piatte e a consistenza erbacea; sono densamente pelose lungo la chiglia; i margini sono bianco-membranosi. Il ricettacolo in genere è nudo ossia senza pagliette a protezione della base dei fiori; la forma è piatta. Lunghezza del peduncolo: 1 - 7 cm. Diametro dei capolini: 1 - 2 cm.
Fiori.  I fiori sono tetra-ciclici (formati cioè da 4 verticilli: calice – corolla – androceo – gineceo) e pentameri (calice e corolla formati da 5 elementi). Si distinguono in:
- fiori del raggio (esterni): sono femminili e sono disposti su una sola serie; la forma è lungamente ligulata, oblunga-ovata e avvolgente; dimensione della lamina 6 x 2 mm;
- fiori del disco (centrali): sono più numerosi con forme strettamente tubulose terminanti con dei lobi; sono ermafroditi (raramente sono funzionalmente maschili); dimensione: tubo 1 - 2,5 mm; lobi 2 - 3,5 mm; lunghezza totale 3 - 6 mm.

- Formula fiorale:

*/x K {\displaystyle \infty }, [C (5), A (5)], G 2 (infero), achenio
- Calice: i sepali del calice sono ridotti ad una coroncina di squame.

- Corolla: la forma della corolla è più o meno imbutiforme alla base; mentre all'apice è ligulata a 5 denti appena visibili (zigomorfa) o tubolare con 5 lobi (attinomorfa); i lobi, patenti, hanno una forma deltata (o triangolare) e sono ricurvi. I colori della corolla sono bianco o rosato (i fiori esterni) e giallo (fiori del disco).

- Androceo: l'androceo è formato da 5 stami sorretti da filamenti generalmente liberi; gli stami sono connati e formano un manicotto circondante lo stilo; le teche (produttrici del polline) alla base sono troncate e sono lievemente auricolate (molto raramente sono speronate o hanno una coda); le appendici apicali delle antere hanno delle forme piatte e lanceolate; il tessuto endoteciale (rivestimento interno dell'antera) è quasi sempre polarizzato (con due superfici distinte: una verso l'esterno e una verso l'interno). Il polline è sferico con un diametro medio di circa 25 micron;  è tricolporato (con tre aperture sia di tipo a fessura che tipo isodiametrica o poro) ed è echinato (con punte sporgenti).[12][15]

- Gineceo: l'ovario è infero uniloculare formato da 2 carpelli.[8] Lo stilo (il recettore del polline) è profondamente bifido (con due stigmi divergenti) e con le linee stigmatiche marginali separate.[16] I due bracci dello stilo hanno una forma da lanceolata a deltoide e possono essere papillosi o ricoperti da ciuffi di peli. Lo stilo dei fiori del raggio è supinato.

Frutti. I frutti sono degli acheni con pappo; in alcune specie è presente un certo dimorfismo (gli acheni dei fiori del raggio differiscono dagli acheni dei fiori del disco); lunghezza degli acheni: 3 mm;
- achenio: gli acheni, con forme oblunghe, sono lateralmente compressi con due nervature laterali (o coste); la superficie è densamente sericea, qualche volta ghiandolose; la parete dell'achenio è formata da celle contenenti rafidi ma prive di fitomelanina; il carpoforo normalmente è anulare; le setole con punte a forma di ancora non sono presenti;
- pappo: il pappo è formato da più serie di setole finemente barbate o (più raramente) piumose e bianche; le setole sono persistenti; esternamente alle serie di setole può essere presente una coroncina di scaglie.[12]

## Biologia
Impollinazione: tramite insetti (impollinazione entomogama tramite farfalle diurne e notturne).

Riproduzione: la fecondazione avviene fondamentalmente tramite l'impollinazione dei fiori.

Dispersione: i semi cadono a terra e vengono dispersi soprattutto da insetti come formiche (disseminazione mirmecoria). Un altro tipo di dispersione è zoocoria: gli uncini delle brattee dell'involucro (se presenti) si agganciano ai peli degli animali di passaggio che portano così i semi anche su lunghe distanze. Inoltre per merito del pappo il vento può trasportare i semi anche per alcuni chilometri (disseminazione anemocora).

## Distribuzione e habitat
La specie di questa voce è distribuita in Asia centrale (dal Mar Caspio alla Cina) e Siberia (dalla Mongolia all'arcipelago Severnaja Zemlja). L'habitat tipico sono i pendii montani asciutti o pendii sassosi.

## Sistematica
La famiglia di appartenenza di questa voce (Asteraceae o Compositae, nomen conservandum) probabilmente originaria del Sud America, è la più numerosa del mondo vegetale, comprende oltre 23.000 specie distribuite su 1.535 generi, oppure 22.750 specie e 1.530 generi secondo altre fonti (una delle checklist più aggiornata elenca fino a 1.679 generi). La famiglia attualmente (2021) è divisa in 16 sottofamiglie; la sottofamiglia Asteroideae è una di queste e rappresenta l'evoluzione più recente di tutta la famiglia.

### Filogenesi
Il genere della specie di questa voce è descritto nella sottotribù Asterinae, una delle quasi 40 sottotribù della tribù Astereae. In base alle ultime ricerche nella tribù sono stati individuati (provvisoriamente) 5 principali lignaggi:
- Basal grade: include alcuni generi isolati, il gruppo "South American-Oceania",  alcune sottotribù africane e il gruppo dei generi legnosi del Madagascar.
- Bellis lineage: comprende le sottotribù eurasiatiche e una sottotribù africana.
- Aster lineage: include i generi asiatici di Asterinae e i principali gruppi dell'Australia e dell'Oceania.
- Baccharis lineage: include alcuni gruppi sudamericani.
- North American lineage: include la vasta gamma di sottotribù del Nordamerica, Messico e alcuni gruppi distribuiti nel Sudamerica.

Il genere Arctogeron (insieme alla sottotribù Asterinae) è incluso nel Aster lineage i cui caratteri principali sono: la base delle antere sono prive di code e non sono calcarate (speronate); le linee stigmatiche dei bracci dello stilo sono totalmente separate; i due bracci dello stilo hanno una forma breve o allungata da lanceolata a deltoide e possono essere papillosi o ricoperti da ciuffi di peli (all'esterno, mentre all'interno sono glabri). La distribuzione della maggior parte delle specie di questo gruppo è nelle regioni temperate nord e sud.
La sottotribù Asterinae comprende una trentina di generi suddivisi in 4 rami principali: Psychrogeton - Hersileoides - Asterothamnus - Aster. Il genere di questa voce è incluso nel ramo denominato "Asterothamnus branch" e nel sottogruppo denominato "Asterothamnus group" insieme ai generi Asterothamnus - Chaochienchangia - Kemulariella - Rhinactinidia - Sinobouffordia.
I caratteri distintivi della specie  Arctogeron gramineum  sono:
- il portamento di queste piante è cespitoso;
- le sinflorescenze sono composte da singoli capolini scaposi;
- i fiori del disco sono ermafroditi;
- i fori femminili periferici sono lungamente radiati.

### Sinonimi
Sono elencati alcuni sinonimi per questa entità:
- Erigeron gramineus L.
- Erigeron graminifolius  Pall. ex Herder